# Giải vô địch bóng đá nữ Nam Mỹ 2014
Giải vô địch bóng đá nữ Nam Mỹ 2014 (Copa América Femenina 2014) diễn ra tại Ecuador từ 11 tháng 9 tới 28 tháng 9 năm 2014. Hai đội tuyển có thứ hạng cao nhất sẽ là đại diện của khu vực Nam Mỹ tham dự Giải vô địch bóng đá nữ thế giới 2015. Đội có thứ hạng cao nhất không tính Brasil cũng sẽ giành quyền tham dự Thế vận hội Mùa hè 2016.

## Vòng một
Giờ thi đấu là giờ địa phương ECT (UTC−5).
Các đội đầu và nhì mỗi bảng lọt vào vòng chung kết.

### Bảng A
| VT | Đội         | ST | T | H | B | BT | BB | HS | Đ  | Giành quyền tham dự                                  |
| -- | ----------- | -- | - | - | - | -- | -- | -- | -- | ---------------------------------------------------- |
| 1  | Colombia    | 4  | 4 | 0 | 0 | 10 | 1  | +9 | 12 | Vòng chung kết và Đại hội Thể thao Liên châu Mỹ 2015 |
| 2  | Ecuador (H) | 4  | 2 | 0 | 2 | 3  | 3  | 0  | 6  | Vòng chung kết và Đại hội Thể thao Liên châu Mỹ 2015 |
| 3  | Uruguay     | 4  | 2 | 0 | 2 | 5  | 9  | −4 | 6  |                                                      |
| 4  | Venezuela   | 4  | 1 | 1 | 2 | 4  | 6  | −2 | 4  |                                                      |
| 5  | Perú        | 4  | 0 | 1 | 3 | 1  | 4  | −3 | 1  |                                                      |

| Uruguay   | 1–3      | Venezuela                               |
| --------- | -------- | --------------------------------------- |
| Viana 42' | Chi tiết | Ascanio 9' · García 23' · Rodríguez 71' |

| Ecuador   | 1–0      | Perú |
| --------- | -------- | ---- |
| Barre 84' | Chi tiết |      |

| Colombia                                            | 4–0      | Uruguay |
| --------------------------------------------------- | -------- | ------- |
| Andrade 6' · N. Arias 58' · Santos 69' · Ospina 90' | Chi tiết |         |

| Ecuador     | 1–0      | Venezuela |
| ----------- | -------- | --------- |
| Vázquez 30' | Chi tiết |           |

| Colombia                                             | 4–1      | Venezuela  |
| ---------------------------------------------------- | -------- | ---------- |
| Rincón 15' · Ortiz 40' · Velasquez 65' · Cosme 90+1' | Chi tiết | García 78' |

| Uruguay                      | 2–1      | Perú       |
| ---------------------------- | -------- | ---------- |
| Pion 30' · P. González 90+2' | Chi tiết | Flores 14' |

| Venezuela | 0–0      | Perú |
| --------- | -------- | ---- |
|           | Chi tiết |      |

| Ecuador | 0–1      | Colombia  |
| ------- | -------- | --------- |
|         | Chi tiết | Ariza 60' |

| Colombia   | 1–0      | Perú |
| ---------- | -------- | ---- |
| Rincón 39' | Chi tiết |      |

| Ecuador       | 1–2      | Uruguay                     |
| ------------- | -------- | --------------------------- |
| Lattanzio 87' | Chi tiết | P. González 7' · Badell 56' |

### Bảng B
| VT | Đội       | ST | T | H | B | BT | BB | HS  | Đ | Giành quyền tham dự                                  |
| -- | --------- | -- | - | - | - | -- | -- | --- | - | ---------------------------------------------------- |
| 1  | Brasil    | 4  | 3 | 0 | 1 | 12 | 3  | +9  | 9 | Vòng chung kết và Đại hội Thể thao Liên châu Mỹ 2015 |
| 2  | Argentina | 4  | 3 | 0 | 1 | 9  | 1  | +8  | 9 | Vòng chung kết và Đại hội Thể thao Liên châu Mỹ 2015 |
| 3  | Paraguay  | 4  | 2 | 0 | 2 | 14 | 9  | +5  | 6 |                                                      |
| 4  | Chile     | 4  | 2 | 0 | 2 | 6  | 5  | +1  | 6 |                                                      |
| 5  | Bolivia   | 4  | 0 | 0 | 4 | 2  | 25 | −23 | 0 |                                                      |

| Argentina | 0–1      | Chile    |
| --------- | -------- | -------- |
|           | Chi tiết | Lara 47' |

| Brasil                                                                     | 6–0      | Bolivia |
| -------------------------------------------------------------------------- | -------- | ------- |
| Formiga 19', 73' · Andressa 30' · Darlene 51' · Thaisa 84' · Fabiana 90+2' | Chi tiết |         |

| Bolivia | 0–6      | Argentina                                                      |
| ------- | -------- | -------------------------------------------------------------- |
|         | Chi tiết | Vallejos 50', 72' · Bonsegundo 54' · Larroquette 62', 77', 87' |

| Paraguay   | 1–4      | Brasil                                            |
| ---------- | -------- | ------------------------------------------------- |
| Fleitas 9' | Chi tiết | Andressa 35' · Cristiane 45+5', 56' · Fabiana 57' |

| Chile                                          | 3–0      | Bolivia |
| ---------------------------------------------- | -------- | ------- |
| Lara 26' (ph.đ.) · Guerrero 61' · Zamora 90+2' | Chi tiết |         |

| Argentina  | 1–0      | Paraguay |
| ---------- | -------- | -------- |
| Cabrera 9' | Chi tiết |          |

| Bolivia        | 2–10     | Paraguay                                                                                         |
| -------------- | -------- | ------------------------------------------------------------------------------------------------ |
| Moron 43', 85' | Chi tiết | Fernández 10', 77', 81', 90+1' · Riveros 35' · Ortíz 44', 89' · Quintana 65' · Martínez 75', 84' |

| Chile | 0–2      | Brasil                      |
| ----- | -------- | --------------------------- |
|       | Chi tiết | Maurine 22' · Cristiane 49' |

| Paraguay                                | 3–2      | Chile                |
| --------------------------------------- | -------- | -------------------- |
| Ortíz 15' · Quintana 78' · Martínez 85' | Chi tiết | Lara 47' · Araya 72' |

| Brasil | 0–2      | Argentina                        |
| ------ | -------- | -------------------------------- |
|        | Chi tiết | Cometti 23' · Banini 73' (ph.đ.) |

## Vòng hai
Brasil và Colombia giành quyền thi đấu tại Giải vô địch bóng đá nữ thế giới 2015, trong khi Ecuador lọt vào trận playoff với đại diện của CONCACAF. Colombia cũng giành vé dụ giải bóng đá nữ Thế vận hội Mùa hè 2016. Bốn đội lọt vào vòng chung kết bóng đá nữ Nam Mỹ 2014 cũng giành quyền tham dự nội dung bóng đá nữ tại Đại hội Thể thao Liên châu Mỹ 2015.
| VT | Đội         | ST | T | H | B | BT | BB | HS  | Đ | Giành quyền tham dự                                              |
| -- | ----------- | -- | - | - | - | -- | -- | --- | - | ---------------------------------------------------------------- |
| 1  | Brasil      | 3  | 2 | 1 | 0 | 10 | 0  | +10 | 7 | Giải vô địch bóng đá nữ thế giới 2015 và Thế vận hội Mùa hè 2016 |
| 2  | Colombia    | 3  | 1 | 2 | 0 | 2  | 1  | +1  | 5 | Giải vô địch bóng đá nữ thế giới 2015 và Thế vận hội Mùa hè 2016 |
| 3  | Ecuador (H) | 3  | 1 | 0 | 2 | 4  | 8  | −4  | 3 | Play-off CONCACAF-CONMEBOL                                       |
| 4  | Argentina   | 3  | 0 | 1 | 2 | 2  | 9  | −7  | 1 |                                                                  |

1. ↑  Cả Brasil (chủ nhà) và Colombia (đội xuất sắc nhất không tính Brasil) lọt vào Thế vận hội Mùa hè 2016.

| Colombia | 0–0      | Argentina |
| -------- | -------- | --------- |
|          | Chi tiết |           |

| Brasil                                        | 4–0      | Ecuador |
| --------------------------------------------- | -------- | ------- |
| Cristiane 14', 17' · Maurine 37' · Raquel 87' | Chi tiết |         |

| Colombia                   | 2–1      | Ecuador       |
| -------------------------- | -------- | ------------- |
| Echeverry 12' · Rincón 55' | Chi tiết | Lattanzio 86' |

| Brasil                                                                            | 6–0      | Argentina |
| --------------------------------------------------------------------------------- | -------- | --------- |
| Cristiane 32' · Andressa 36' · Maurine 58' · Tayla 66' · Tamires 71' · Raquel 84' | Chi tiết |           |

| Argentina                   | 2–3      | Ecuador                                     |
| --------------------------- | -------- | ------------------------------------------- |
| Banini 25' · Bonsegundo 30' | Chi tiết | Caicedo 36' · Rodríguez 60' · Lattanzio 77' |

| Colombia | 0–0      | Brasil |
| -------- | -------- | ------ |
|          | Chi tiết |        |

## Cầu thủ ghi bàn
6 bàn
- Cristiane

4 bàn
- Rebeca Fernández

3 bàn
- Mariana Larroquette
- Andressa
- Maurine
- Francisca Lara
- Yoreli Rincón
- Giannina Lattanzio
- Jessica Martínez
- Lourdes Ortíz

2 bàn
- Estefanía Banini
- Florencia Bonsegundo
- Fabiana Vallejos
- Jhanet Moron
- Fabiana
- Formiga
- Raquel
- Dulce Quintana
- Pamela González
- Gabriela García

1 bàn
- Micaela Cabrera
- Aldana Cometti
- Darlene
- Tamires
- Tayla
- Thaisa
- Fernanda Araya
- Carla Guerrero
- Daniela Zamora
- Lady Andrade
- Nataly Arias
- Tatiana Ariza
- Laura Cosme
- Isabella Echverria
- Melissa Ortiz
- Diana Ospina
- Leicy Santos
- Orianica Velasquez
- Adriana Barre
- Carina Caicedo
- Ingrid Rodríguez
- Erika Vázquez
- Ana Fleitas
- Verónica Riveros
- Emily Flores
- Yamila Badell
- Mariana Pion
- María de Lourdes Viana
- Yusmery Ascanio
- Daniuska Rodríguez